# Формирование образа Свободного государства Конго в мировом общественном мнении
Формирование образа Свободного государства Конго в мировом общественном мнении являлось одной из самых широкомасштабных пропагандистских кампаний в истории. Она стала одним из проявлений европейского империализма последней четверти XIX — начала XX веков.
Инициатором кампании был бельгийский король Леопольд II, который в рамках своей активной колониальной политики смог в 1870-х — 1880-х годах посредством обработки общественного мнения стран Европы и США лозунгами о желании принести блага цивилизации африканским народам и открыть им все преимущества свободного рынка, а также используя сеть платных агентов и политических лоббистов, обосновать свои претензии на ещё не исследованные до того времени обширные территории бассейна реки Конго в Центральной Африке и создать там колонию под своим личным управлением. Однако несмотря на заверения короля, установившаяся в Свободном государстве Конго система управления отличалась систематическими злоупотреблениями и жестокостями в отношении местного населения со стороны колониальной администрации. Это обстоятельство привело к возникновению широкомасштабной правозащитной кампании во главе с британским журналистом Эдмундом Морелем против колониального режима в стране, в результате которой перед общественностью европейских стран и США была разоблачена пропаганда Леопольда II и в 1908 году Свободное государство Конго прекратило своё существование.

## Предыстория

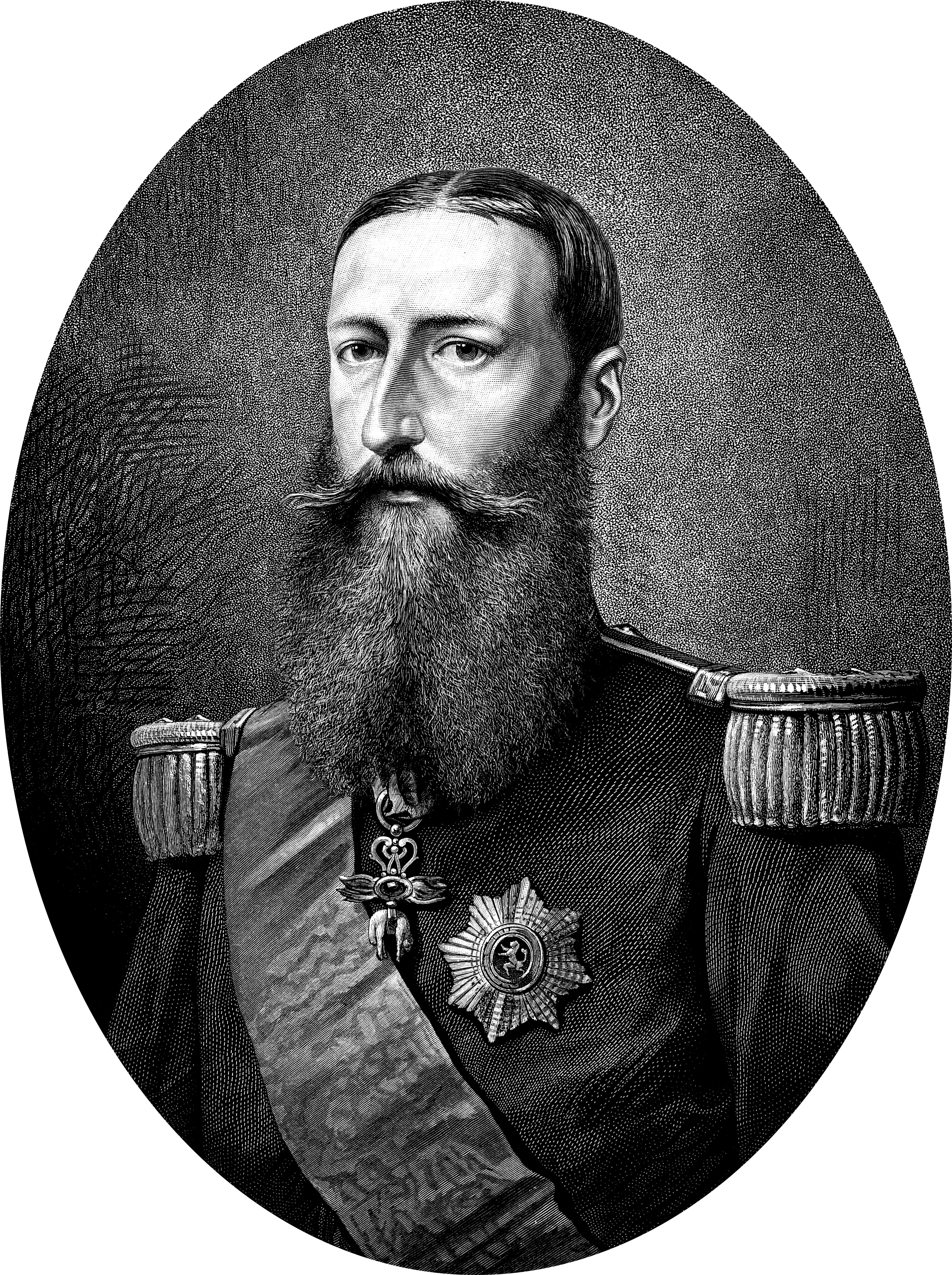
Король Бельгии Леопольд II (1835—1909)

Несмотря на то, что первые контакты португальских мореплавателей с проживавшими на побережье Атлантического океана народностями Центральной Африки датируются кон. XIV — нач. XV вв., к сер. XIX в. обширные внутренние пространства бассейна реки Конго всё ещё не были исследованы европейскими первопроходцами.
Период 1870-х — 1880-х годов стал началом процесса активного территориального раздела Африканского континента между государствами Европы. Предпосылкой к этому служили многие факторы, такие как ожидаемая экономическая выгода от эксплуатации новых территорий, богатых природными ресурсами, возможность открытия новых рынков сбыта европейской продукции, соображения престижа обладания заморскими колониями, активизация миссионерской деятельности европейцев и т. д. Наблюдавшийся в Европе и США в 1870-х гг. период длительного экономического кризиса и рецессии, называемый Долгой депрессией, только подстёгивал стремление европейских держав к новым завоеваниям в Африке.
Одним из активнейших участников т. н. гонки за Африку стал король Бельгии Леопольд II, взошедший на престол в 1865 г. Среди общественности Бельгии не была популярна идея обладания заморскими колониями, чего нельзя было сказать о короле страны. На протяжении многих лет он строил планы по приобретению какой-либо колонии, чтобы реализовать свои амбиции и найти новый источник доходов для себя лично — но его попытки купить Филиппины и Тайвань, инвестирование в строительство Суэцкого канала и железных дорог в Китае окончились ничем. Леопольд обратил внимание на Центральную Африку под впечатлением от книги путешественника Георга Августа Швейнфурта «В сердце Африки», в которой он предложил идею создания негритянского государства под европейским протекторатом. Неопределённость политической принадлежности данного региона в условиях начала процесса его исследования европейцами побудила Леопольда II приложить все усилия к созданию колонии в Африке.

## Пропаганда осуществления цивилизаторской деятельности в Африке. Образование Свободного государства Конго

### Географическая конференция в Брюсселе
Леопольд стал инициатором проведения в сентябре 1876 г. географической конференции в Брюсселе, посвящённой вопросам исследования Африки. В ней участвовали 34 иностранца и 13 бельгийцев, а председателем конференции был избран известный русский исследователь Пётр Семёнов (будущий Семёнов-Тянь-Шанский), мало сведущий в проблемах Африки. Эти обстоятельства давали возможность королю манипулировать ходом обсуждений в свою пользу.
Основным мотивом организации данной конференции для Леопольда было формирование в мировом общественном мнении образа короля как филантропа, для которого единственной целью строительства отдельного государства в Африке являются приобщение местных народов к «благам цивилизации» и «свободной торговли», разрешение конфликтов между ними мирным путём, борьба с арабской работорговлей в регионе, а также новые научные открытия, а не извлечение финансовой выгоды.
В ходе конференции были намечены возможные пути исследования районов бассейна реки Конго, а также примерное расположение исследовательских баз. Однако главным решением конференции стало учреждение Международной Африканской ассоциации (фр. Association Internationale Africaine), председателем которой был избран сам Леопольд II, а председателями её национальных комитетов — представители королевских домов Европы. Под эгидой этой организации планировалось организовывать исследовательские экспедиции в Центральную Африку.

### Процесс образования Свободного государства Конго

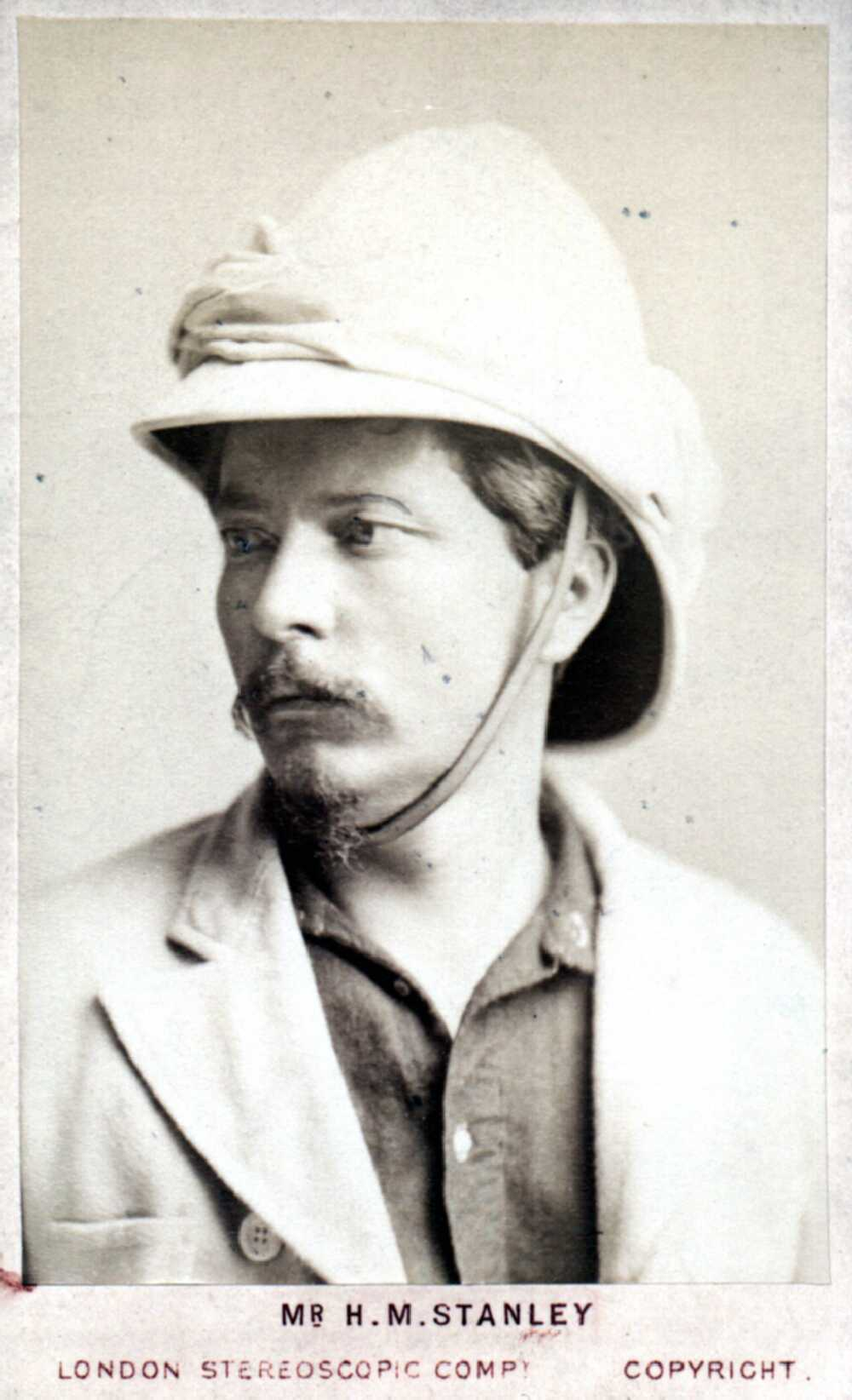
Генри Мортон Стэнли

В августе 1877 г. завершилась трёхлетняя экспедиция под руководством исследователя Генри Мортона Стэнли, в ходе которой он смог проследить всё течение реки Конго от истоков до её впадения в Атлантический океан. Окончание этого путешествия стало сенсацией. Важность открытия новых водных путей внутрь континента по достоинству оценил король Леопольд. Он решил использовать известность Стэнли для продвижения своих собственных интересов. В письме к послу Бельгии в Великобритании Леопольд писал: «Я уверен, что если я открыто дам Стэнли задание приобрести для меня отдельные территории в какой-либо части Африки, то англичане меня остановят… Поэтому я полагаю, что следует организовать под руководством Стэнли исследовательскую экспедицию, которая никого не насторожит и в результате которой будут созданы базы, которые мы захватим несколько позже». Кроме того, Стэнли был хорошо известен тем, что являлся сторонником учреждения на территории бассейна Конго британской колонии.
В 1878 г. в ходе личной встречи Леопольд предложил Стэнли сотрудничать с новообразованной Международной ассоциацией по исследованию и цивилизации Центральной Африки. Стэнли дал положительный ответ. В 1879 г. Стэнли отправился в новую экспедицию в Конго, профинансированную из средств бельгийского короля. Её целью было установление фактической власти агентов Леопольда на берегах Конго путём заключения соглашений с вождями местных племён и старейшинами деревень, а также строительство сухопутных дорог вдоль реки и речных переправ. В пер. пол. 1880-х гг. Леопольдом были также спонсированы экспедиции Германа Висмана по исследованию бассейна реки Касаи, одного из притоков Конго.
Параллельно с организацией экспедиций, Леопольд начал активную кампанию пропаганды собственных «филантропических» устремлений в средствах массовой информации и через своих агентов влияния в различных странах. Одним из них был бывший посол США в Бельгии Генри Шелтон Сэнфорд, который выступал перед американской публикой с речами, в которых превозносил короля и его достижения в Африке. Помимо этого, Леопольд организовывал публикацию статей об исследованиях в Африке и их целях в газетах различных стран Европы. В своих собственных выступлениях король особенно подчёркивал стремление к созданию «конфедерации свободных негритянских республик», протектором которой будет он сам, а также обеспечить свободу торговли на обширных территориях Центральной Африки, а значит и открытие богатого природными ресурсами внутреннего рынка для капиталистической экспансии, что импонировало общественности и деловым кругам европейских стран и США.
Однако для окончательного закрепления бассейна реки Конго в руках Леопольда II требовалось юридическое оформление его притязаний. Для этого король использовал противоречия между державами Европы: в первую очередь, между Британией и Францией, которые могли бы серьёзно ограничить размеры территории, которую Леопольд считал своей, а также Португалией и Германией, также приступивших к расширению своих колониальных владений в Африке. Леопольд уступил Франции часть северного бассейна Конго и заключил с ней соглашение о том, что он предоставит Франции приоритетное право покупки территории Конго в случае, если король сочтёт возможным её продажу. Он пошел на уступки и в отношении Португалии, так же отдав ей часть территории южнее устья Конго. Британское правительство удовлетворилось обещаниями короля о сохранении режима свободной торговли и заключении с британскими компаниями выгодных контрактов в будущем. Удалось договориться и с канцлером Германии Отто фон Бисмарком.
Первой страной, которая на официальном уровне признала притязания Леопольда на территорию Конго, стали США. 22 апреля 1884 г. госсекретарь США выступил с декларацией о том, что «…правительство США объявляет о своей поддержке и одобрении гуманных целей Международной ассоциации по исследованию и цивилизации Центральной Африки … и признает флаг Международной африканской ассоциации в качестве флага дружественного государства». Это признание стало результатом активной лоббистской работы представителя Леопольда Генри Сэнфорда, который смог заручиться поддержкой американских сенаторов и президента США Честера Артура. В США идея создания независимого африканского государства под опекой европейской страны пользовалась популярностью среди части элит южных штатов, которые опасались неконтролируемого роста численности чернокожего населения США после отмены рабства и стремились переселить часть из них в Африку. Такую позицию разделял председатель комитета Сената США по международным делам Джон Тайлер Морган, ставший одним из главных сторонников Леопольда
.

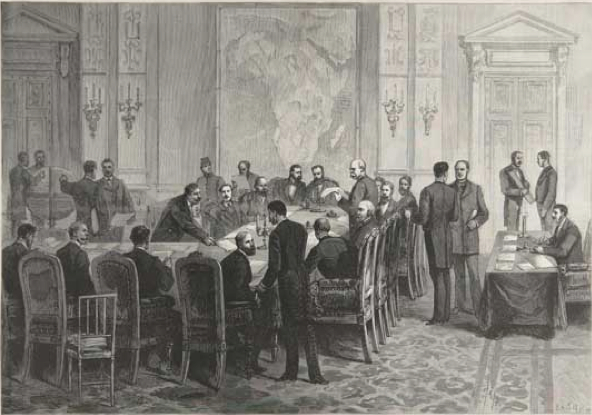
Заседание Берлинской конференции по вопросам Африки, 1884—1885

Признание США позволило королю Бельгии иметь полные основания для участия в Берлинской конференции по вопросам Африки, которая проходила в ноябре 1884 — феврале 1885 г. Заключительный акт конференции от 14 (26) февраля 1885 г. фактически признал установление власти Леопольда над территорией бассейна Конго и определил её примерные границы. Был подтверждён режим свободной торговли и свободы судоходства, а также отсутствие ввозных пошлин, а статья VI Акта обязывала «все державы… неусыпно заботиться о сохранении туземного народонаселения и об улучшении их нравственного и материального положения», а также провозглашала особое покровительство деятельности христианских миссионеров в Африке.
Несмотря на то, что решениями Берлинской конференции и отдельными странами была официально признана деятельность созданных королём Международной Африканской ассоциации и Международной ассоциации по исследованию и цивилизации Центральной Африки, 29 мая 1885 г. декретом Леопольда II было провозглашено создание Свободного государства Конго, которое стало личным владение бельгийского короля, но не колонией Бельгии.
Таким образом, Леопольд, используя методы публичной дипломатии, а именно лозунги «цивилизаторской деятельности» и заверения о свободном доступе представителей всех стран к ресурсам бассейна реки Конго, смог обосновать и обеспечить свои притязания на обширную территорию в Африке.

## Колониальные порядки в Свободном государстве Конго и первые разоблачения

### Система колониальной эксплуатации в Свободном государстве Конго
Первые десять лет существования Свободного государства Конго (1885—1895) доходы от деятельности на его территории не могли покрыть расходов на него, что вынуждало Леопольда II тратить деньги на поддержание администрации Конго и исследовательские экспедиции свои личные средства, выпускать акции и занимать деньги у бельгийского правительства. Эти обстоятельства требовали изменения подходов к организации торговли и эксплуатации ресурсов на территории Свободного государства.

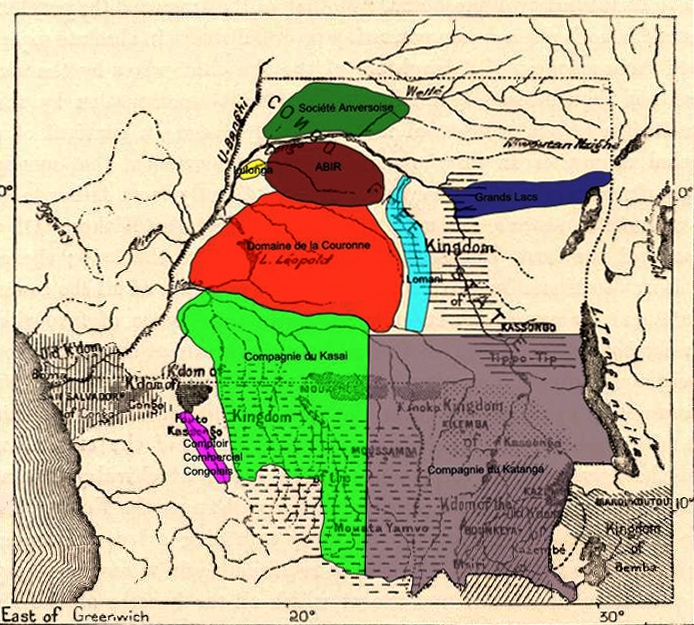
Концессии и государственные земли в Свободном государстве Конго

Леопольд использовал проведение в Брюсселе Международной конференции по вопросам борьбы с работорговлей в 1889—1890 гг. с целью частичного изменения условий Берлинской конференции. Пропаганда усилий агентов Свободного государства Конго, направленных на борьбу с арабскими работорговцами на востоке страны — во многом борьбы символической, так как не это являлось главной целью политики короля, к тому же отмечались многочисленные факты выкупа агентами Свободного государства рабов у работорговцев для использования их в качестве носильщиков грузов или солдат, а в 1887 г. король даже назначил одного из главных работорговцев региона Типпу Тиба губернатором восточной провинции — позволили ему оправдать введение пошлин на товары, ввозимых в Конго.
1890-е гг. характеризовались утверждением системы колониальной эксплуатации, основой которой служило «создание армии, достаточно сильной, чтобы заставить туземцев выплачивать налог слоновой костью и каучуком». Слоновая кость и дикорастущий каучук стали основой экспорта из Свободного государства Конго (например, в 1900 г. вывоз этих товаров составлял ок. 95 % всего объёма экспорта). Главными бенефициарами от доходов от добычи природных ресурсов Конго стали король Леопольд, который лично зарабатывал на налоговых сборов с государственных земель и который был акционером многих компаний, осуществлявших свою деятельность в Свободном государстве, а также руководители этих концессионных компаний.

Сбор дикорастущего каучука требовал затрат большого количества времени и сил. Используя в качестве оправдания тезис об умственной и моральной неполноценности африканцев, а также их предрасположенности к ленивому образу жизни, из-за которого они не могут познать «всей преобразовательной силы созидательного труда», широко применялся принудительный труд местного населения для сбора каучука, при переноске грузов и строительстве железных дорог. При этом все эти виды работ отличались высоким уровнем смертности, с которой колониальные власти никоим образом не боролись. Например, при строительстве железной дороги вдоль реки Конго в 1890—1898 гг. только по официальным данным погибло 1800 местных жителей, однако некоторые исследователи указывают, что жертв было в несколько раз больше.

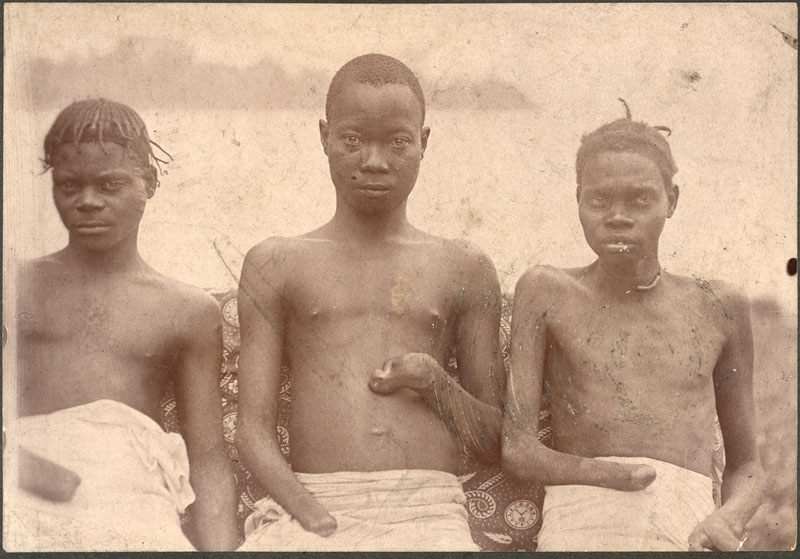
Фотография жителей Конго с отрезанными в наказание руками, ок. 1900
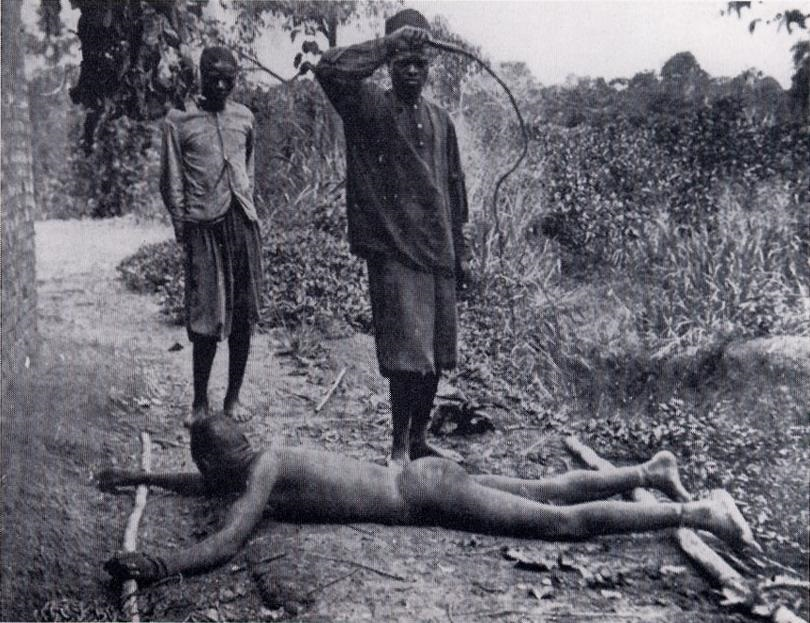
Наказание бичом в Свободном государстве Конго

На период сбора каучука колониальные агенты брали в заложники женщин и детей работников с целью принудить последних к изнурительному труду без права на отдых. Общий размер натурального налога не был установлен и потому определялся чиновниками на местах, что приводило к многочисленным злоупотреблениям с их стороны, так как за большие объёмы собранного каучука или слоновой кости они получали от центральной администрации денежные премии. В качестве наказания за недостаточные объёмы собранного каучука массово применялось отрубание рук или порка бичом, зачастую заканчивавшиеся смертью наказываемого.
Нередки были и случаи уничтожения непокорных деревень и убийств их жителей.
Для подавления многочисленных восстаний проживавших в Конго племён против террора колониальной администрации в 1888 г. были организованы Общественные силы (фр. Force Publique), в ряды которых насильно отправляли местных жителей. Офицерами в войсках были европейцы, нанятые в различных странах Европы. К нач. XX в. в рядах Общественных сил насчитывалось 19 тыс. чел., что делало их самыми многочисленными вооруженными силами в Центральной Африке.

### Первые разоблачения леопольдовской пропаганды

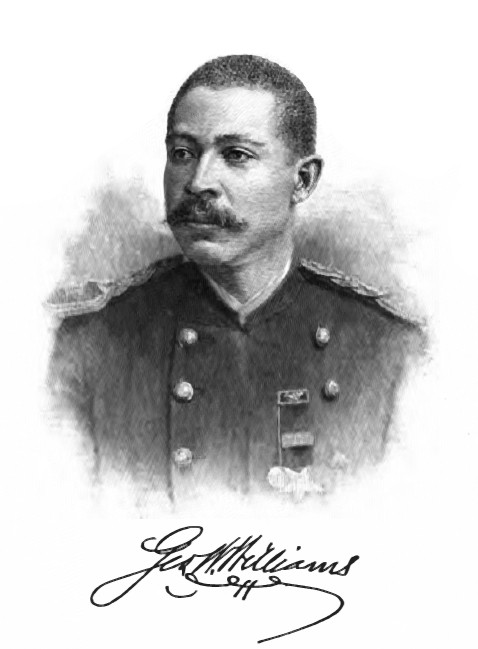
Джордж Вашингтон Уильямс

Первым, кто высказал открытый протест против колониального террора в Конго, стал американский чернокожий журналист и историк Джордж Вашингтон Уильямс, который совершил путешествие в Свободное государство в 1890 г. До этого он лично встречался с Леопольдом II и одобрительно отзывался о деятельности короля, вынашивая идеи рекрутирования афроамериканцев для работы в Африке, где они могли бы избавиться от притеснений, которым они до сих пор подвергались в США.
Став свидетелем реальных порядков в колонии Леопольда, он опубликовал «Открытое письмо к Королю Бельгии и Правителю Свободного государства Конго», а чуть позже и «Доклад Президенту США о Свободном государстве Конго», в которых описал многочисленные факты злоупотреблений государственных агентов и представителей концессий в отношении африканцев, а также обмана местных правителей с целью убедить их подписать невыгодные для них договоры с европейцами. Он открыто осудил насильственные методы управления и определил их как преступления против человечности; Свободное государство он именовал «Сибирью Африканского континента». Уильямс предлагал создать новое государственное образование на территории бассейна реки Конго, которое бы было самоуправляемым и находилось бы под протекторатом международного сообщества.

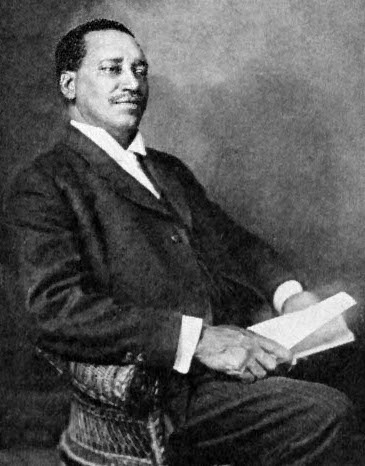
Уильям Шепард

«Открытое письмо» было опубликовано в виде отдельной брошюры, которая вышла многочисленным тиражом в Европе и США и стала предметом широкого обсуждения среди общественности. В американских и европейских газетах были напечатаны многочисленные статьи, в которых поднимался вопрос о необходимости организации расследования по поводу фактов, приведенных Уильямсом. Леопольд посредством организации публикаций в различных печатных средствах массовой информации, главным образом, бельгийских (например, «Journal de Bruxelles», «Le Mouvement Geographique»), а также выпуска подготовленного представителями колониальной администрации специального доклада о положении дел в Конго запустил кампанию опровержения обвинений Уильямса, а также его дискредитации с использованием некоторых неблаговидных фактов его биографии. В конце концов, Уильямс умер 2 августа 1891 г., так и не успев привлечь достаточного внимания общественности на эту проблему.
Помимо Уильямса свидетелями зверств в отношении местного населения стали также и многочисленные христианские проповедники, которые были одними из первых, кто выступили с осуждением колониальных порядков в Свободном государстве Конго. И если католические миссионеры, пользуясь особым покровительством короля, фактически являлись частью колониальной администрации и, например, занимались принудительными изъятиями детей из семей и использовали их в качестве бесплатной рабочей силы, то проповедники-протестанты из США, Швеции и Великобритании были более свободны в своих действиях, и их работа вызывала определённые опасения у представителей властей.
Одним из тех, кто активно выступал с обличениями системы управления в Конго в европейской и американской прессе, был пресвитерианский священник Уильям Шепард, ставший первым чернокожим проповедником в Конго. В течение около 20 лет он опубликовал многочисленные письма и статьи в миссионерских газетах и выступал с публичными речами, в которых описывал истинное положение дел в колонии и разоблачал действия колониальной администрации. В 1909 г. он и глава пресвитерианской миссии в Конго Уильям Моррисон предстали перед судом в Леопольдвилле по обвинению в распространении клеветы на сотрудников одной из фирм, действовавших в стране.
Другими видными критиками Леопольда стали шведский баптистский миссионер Эдвард Вильгельм Шёблом (Edvard Vilhelm Sjöblom) и председатель Общества защиты аборигенов Генри Ричард Фокс Борн.
Своеобразным протестом против короля также стала и художественная литература. На основе своих впечатлений от шестимесячного пребывания в Конго в 1890 г. английский писатель польского происхождения Джозеф Конрад написал и в 1899 г. опубликовал свою повесть «Сердце тьмы», в которой были описаны отдельные примеры жестокостей колониального режима.
Леопольд эффективно боролся против разоблачений со стороны проповедников, используя давление на руководство миссий и угрожая им всяческими препятствиями и ограничениями, которые колониальная администрация могла наложить на их деятельность в стране. Помимо этого, король выступал с официальными заявлениями о том, что шокирован приводимыми фактами жестокостей в отношении жителей Конго, и трактовал их как отдельные эпизоды, которые никоим образом не отражают всю картину происходящего там. Чтобы окончательно предупредить все будущие обвинения в 1896 г. Леопольд назначил Комиссию для защиты аборигенов, членами которой стали три католических и три протестантских миссионера. Однако работа комиссии фактически не состоялась, так как её члены так и не смогли посетить районы, где наиболее активно практиковался принудительный сбор каучука.
В 1897 г. в Брюсселе проводилась Всемирная выставка, на время которой была организована отдельная выставка достижений по приобщению жителей Конго к благам «цивилизации». Это позволило укрепить репутацию Леопольда II как филантропа.

## Международная кампания против режима эксплуатации в Конго

### Э. Д. Морель и Р. Кейсмент. Деятельность Ассоциации по проведению реформ в Конго
Инициатором подлинно международной общественной кампании против системы жесточайшей эксплуатации населения Конго стал сотрудник торговой компании, осуществлявшей морскую перевозку грузов в Свободное государство и обратно, Эдмунд Дене Морель. Он получил доступ к торговой статистике Конго, из которой следовало, что из страны вывозились ценные грузы — слоновая кость и каучук, в то время как основными предметами импорта стали товары снабжения — в основном, вооружение и боеприпасы. К тому же официальная статистика Свободного государства не соответствовала тем данным, которые содержались в отчетах компании, в которой он работал. Всё это зародило сомнения относительно истинного положения дел в колонии.

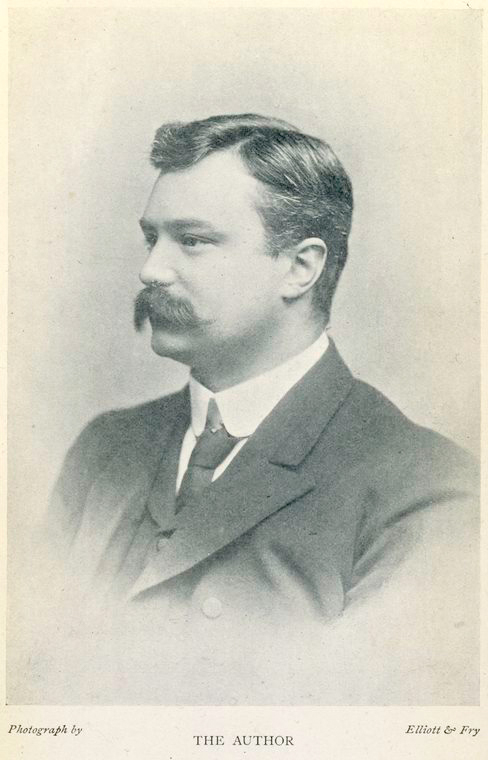
Эдмунд Дене Морель

Морель начал публиковать статьи о Конго в специализировавшуюся на африканских делах британскую газету, однако столкнувшись с ограничениями на выбор тем для статей со стороны её главного редактора, в 1903 г. учредил собственное периодическое издание — газету «West African Mail», которая на многие годы стала главным источником разоблачений событий в Конго.
В своих статьях и брошюрах Морель приводил многочисленные факты злоупотреблений со стороны представителей колониальной администрации в отношении жителей Конго. Информацию об этом ему предоставляли информаторы, которые работали непосредственно в государственных органах в Конго (например, Хезекия Эндрю Шану (Hezekiah Andrew Shanu), которого в конце концов разоблачили и довели до самоубийства) или имели доступ к архиву Свободного государства, располагавшемся в Брюсселе (как, например, ветеран Общественных сил Раймонд де Грез). Кроме того, источниками информации служили официальная документация компаний, работавших в Конго, а также показания протестантских миссионеров.
Эдмунд Морель писал и об общем количестве жертв колониального произвола в Конго: «… По примерным подсчётам, численность его (Свободного государства Конго) населения варьировалась от 20 до 40 млн человек. Никто не приводил цифры ниже 20 млн… Тщательное исследование показывает, что жертвами этой системы, по самым скромным подсчётам, стали 10 млн человек».
Деятельность Мореля способствовала началу обсуждения дел в Конго не только в бельгийском, но и в британском парламенте. Морель также получил поддержку со стороны таких правозащитных организаций, как Общество защиты аборигенов и Общество против рабства.

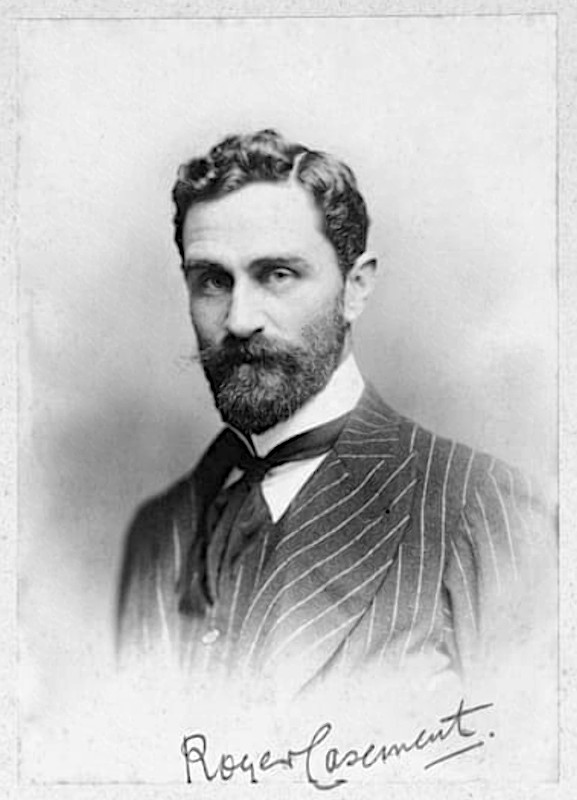
Роджер Кейсмент

Особый импульс дискуссии вокруг положения дел в Конго придал доклад британского консула в Конго Роджера Кейсмента о ситуации в Свободном государстве, который он представил британскому министерству иностранных дел в 1903 г. В течение нескольких месяцев он путешествовал по отдаленным внутренним районам страны и собирал свидетельства очевидцев о жестокостях колониального управления. Выводы доклада полностью подтвердили информацию, которую приводил Морель в своих статьях и выступлениях. Доклад, представленный широкой общественности в 1904 г., однако был выпущен лишь с определёнными сокращениями.
Чтобы не допустить преждевременного окончания обсуждения положения в Конго, Кейсмент и Морель решили объединить свои усилия. В ноябре 1903 г. была учреждена Ассоциация по проведению реформ в Конго (англ. Congo Reform Assosiation), руководителем которой стал Морель. Деятельность Ассоциации была сосредоточена на финансировании публикаций, содержащих критику системы управления в Конго, а также оказании давления на правительства Бельгии, Британии и США с целью проведения реформирования колониального управления в Свободном государстве.
В этот период Морель выпустил несколько книг и брошюр о положении в Конго («The Congo Horrors» (1903), «The Congo Slave State» (1903), «Red Rubber» (1904) и др.). Они активно обсуждались в европейской и американской прессе. Помимо печатных изданий также использовались и другие средства обработки общественного мнения — например, фотография. Безусловно, многочисленные изображения людей с отрубленными руками или закованных в кандалы женщин и детей вызывали волну негодования в мировом общественном мнении. Мощным каналом воздействия были и журнальные и газетные карикатуры на короля и его «цивилизаторскую» деятельность. Например, на одной из карикатур в журнале «Punch» Леопольда сравнивали с султаном Османской империи Абдул-Хамидом II, которого так же обвиняли в геноциде национальных меньшинств в Турции.

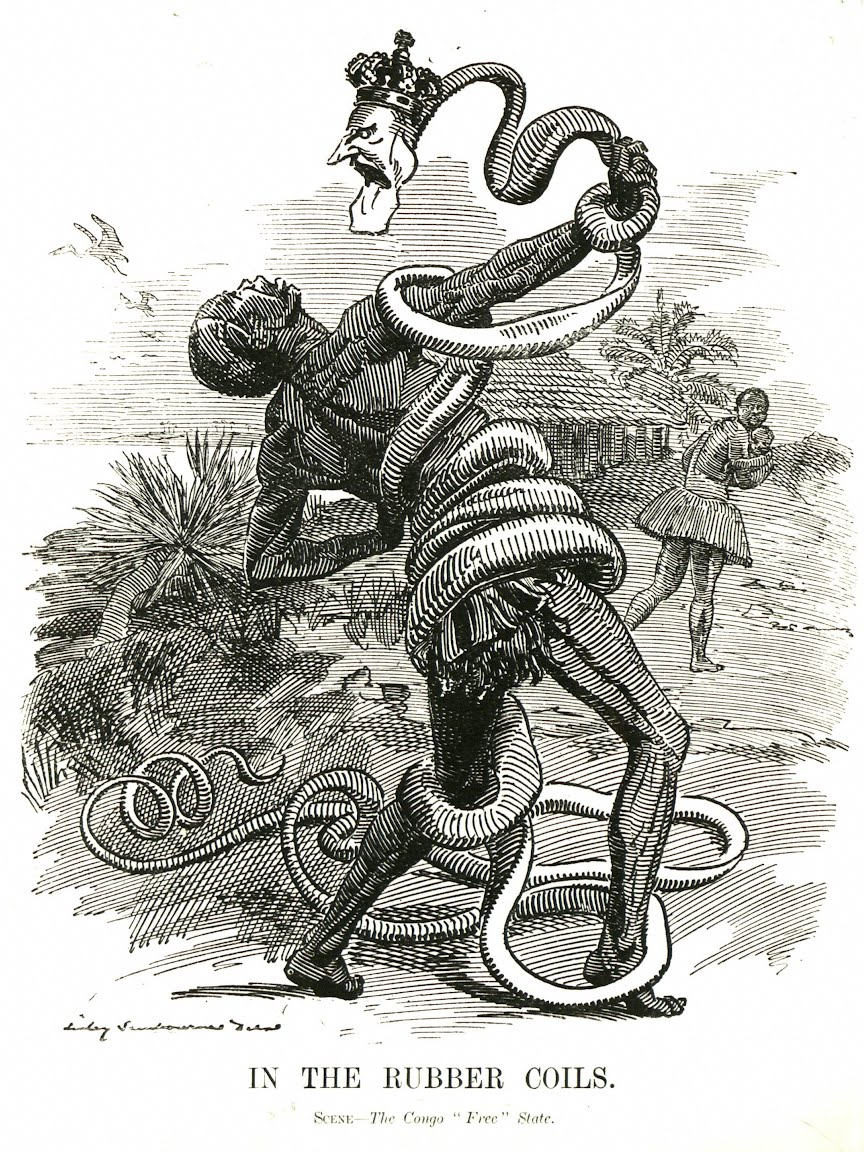
Карикатура из журнала "Punch", 1906
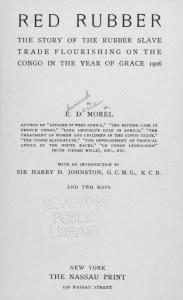
Титульный лист книги Э.Д. Мореля "Red Rubber" ("Красный каучук")
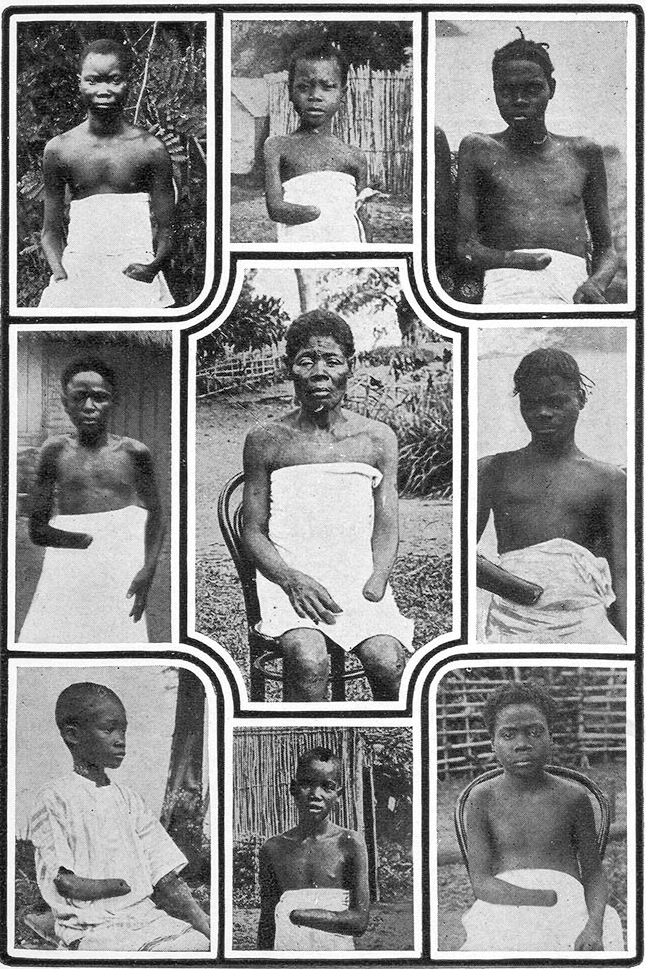
Фотографии жителей Конго с отрубленными руками (из книги М. Твена "Монолог короля Леопольда в защиту его владычества в Конго")

Антилеопольдовская критика приняла общемировые масштабы — в 1902—1912 гг. в американских и европейских газетах было выпущено в общей сложности около 4194 статей и графических изображений, которые тем или иным образом затрагивали тему жестокостей колониального режима в Конго.
Вскоре после образования Ассоциации по проведению реформ в Конго её национальные комитеты были сформированы во многих странах мира. Ряд акций в поддержку действий Ассоциации были проведены в странах Европы, США, Австралии и Новой Зеландии. К движению протеста присоединились такие общественные деятели, как писатели Анатоль Франс, Артур Конан Дойль и Марк Твен, британский премьер-министр Эдвард Грей, президент США Теодор Рузвельт и др.

### Контрпропаганда Леопольда II
В качестве ответа на критику Леопольд решил использовать уже многократно опробованные методы. В газетных статьях, опубликованных за счёт короля, сообщалось, как например в «La Tribune Congolaise», что «несчастные, которым отрубили руки, были больны, и удаление руки стало необходимой хирургической операцией». Леопольд также отправлял своих агентов для сбора информации о фактах жестокостей по отношению к местному населению в британских колониях, чтобы с их помощью поднять волну критики против самих англичан.
Кроме того, король в 1905—1906 гг. организовал для британских публицистов Уильяма Маунтморреса и Мэри Френч Шелдон поездки в Конго, по результатам которых под их авторством были опубликованы путевые заметки, в которых опровергались жестокости колониального режима и в целом деятельность властей Свободного государства оценивалась положительно.
С целью недопущения утечек информации был установлен режим наблюдения за миссионерами, путешественниками и чиновниками, подозреваемыми в передаче информации о положении дел в Конго Морелю и его сторонникам.

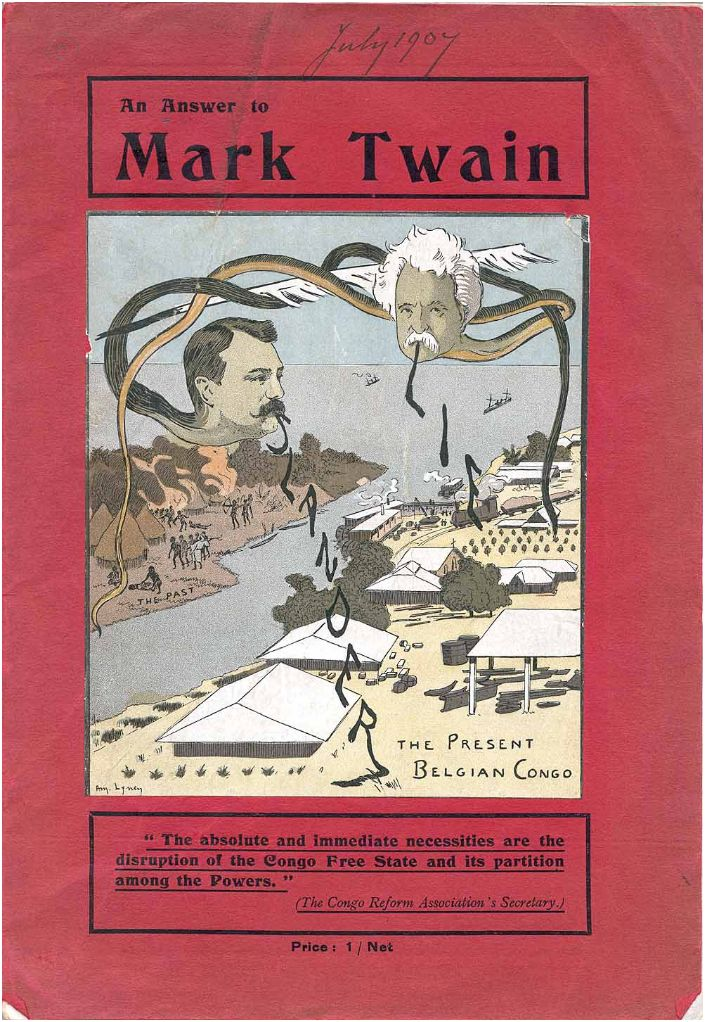
Обложка книги «Ответ Марку Твену», опубликованной в Брюсселе в 1907 г. в качестве ответа на «Монолог короля Леопольда»

В сентябре 1904 г. в Брюсселе было создано Пресс-бюро, которое тайно спонсировало публикацию нескольких газет и журнала «Новая Африка — Правда о Конго» в Эдинбурге. За счёт Леопольда было издано множество брошюр, положительно освещавших жизнь в Конго; корреспонденты газет «Times of London» и «Kölnische Zeitung» в Брюсселе писали хвалебные статьи о Конго, будучи платными агентами Леопольда. В США профессор Чикагского университета Фредерик Старр опубликовал в газете «Chicago Daily Tribune» несколько статей, позднее изданных в качестве отдельной брошюры под названием «Правда о Свободном государстве Конго», в которых опровергались обвинения против созданной королём системы эксплуатации в Конго.
Леопольд также занимался и политическим лоббизмом и пытался склонить ряд американских сенаторов на свою сторону, даровав им отдельные концессии в Конго. В 1906 г. благодаря информации, предоставленной газете «New York American» одним из лоббистов Леопольда в США Генри Ковальски, была вскрыта сеть влияния короля на членов Конгресса США.
Под нажимом критики власти Свободного государства Конго периодически устраивали показательные суды над отдельными офицерами Общественных сил или чиновниками администрации, обвиняемыми в злоупотреблениях и массовых убийствах. Однако обычно обвиняемые приговаривались к незначительным срокам заключения, а зачастую выходили на свободу даже раньше его окончания. Все эти меры не могли привести к прекращению систематической жестокой эксплуатации жителей Конго.
В 1904—1905 гг. в Конго работала специальная комиссия по расследованию фактов злоупотреблений колониальной администрации, фактическим руководителем которой был итальянец, который многие годы работал судьёй в Конго, Джакомо Ниско. Комиссия была образована по распоряжению короля с целью «независимой» проверки всех сведений о жестокостях колониальных чиновников. Однако к большому огорчению Леопольда в докладе комиссии были полностью подтверждены многочисленные факты издевательств и злоупотреблений в Свободном государстве. В ноябре 1905 г. сильно сокращенный доклад был представлен публике. Лишь в 1980-е гг. была опубликована его полная версия с личными показаниями свидетелей.

### Преобразование Конго в бельгийскую колонию. Завершение кампании
В конце концов, находясь под шквалом критики, обоснованной неопровержимыми фактами, король вступил в переговоры с бельгийским парламентом о передаче Конго во владение Бельгии. Специальным декретом Леопольда II от 15 ноября 1908 г. Свободное государство Конго было объявлено колонией Бельгии.
После 1908 г. в течение нескольких лет под эгидой Ассоциации по проведению реформ в Конго осуществлялись отдельные акции в поддержку изменений системы управления в колонии, однако они привлекали всё меньшее количество сторонников. В июне 1913 г. Морель и руководство Ассоциации объявили о прекращении её деятельности.

## Критика
С формальной передачей Конго во владение Бельгии система жесточайшей эксплуатации населения бассейна реки Конго видоизменилась, однако не прекратила полностью своего существования. Практика принудительного труда для сбора хлопка, каучука и др. на плантациях наблюдалась и после 1908 г. Помимо этого, налоговое бремя на местное население постоянно росло, что негативным образом сказывалось на развитии сельской местности.
Отмечается также, что основными выгодоприобретателями от антилеопольдовской кампании являлись деловые круги европейских стран и США, которые были недовольны ограничениями, наложенными властями Свободного государства на деятельность концессионных компаний и свободу торговли и судоходства в стране в целом. Последователи такой трактовки полагают, что международное движение, возглавляемое Э. Морелем и Р. Кейсментом, фактически представляло интересы европейских и американских монополий и уничтожало барьеры на пути к дальнейшей эксплуатации Конго — таким образом, деятельность Ассоциации по проведению реформ в Конго лишь способствовала новому переделу сфер влияния на внутреннем рынке колонии.
Исследователи отмечают также ограниченность кампании против режима эксплуатации в Свободном государстве Конго только проблемами одной территории, в то время как злоупотребления и жестокость по отношению к местному населению со стороны представителей колониальной администрации происходили в африканских колониях повсеместно (например, аналогичные бельгийским методы управления практиковались на территории соседнего Французского Конго), однако они не попали под прицел критики со стороны общественности. Так, Эдмунд Морель главной целью руководимого им движения считал осуждение методов управления в Конго, противопоставляя их, как он полагал, «узаконенной» колонизации африканских земель англичанами, уважавших права собственности местного населения на землю и способствовавших свободе обмена между африканцами и европейцами. Таким образом, кампания против Леопольда была фактически направлена на оправдание более гибких и действенных форм эксплуатации.